# Jacqueline H. Osterrath
Pour les articles homonymes, voir Osterrath.
Jacqueline Osterrath (19 juin 1922 - 28 octobre 2007) est un écrivain de science-fiction. Elle a fondé en 1963 le fanzine de science-fiction Lunatique. Elle est surtout connue pour avoir été la première traductrice de la série allemande Perry Rhodan. Elle vivait à Saßmannshausen (commune de Bad Laasphe) en Allemagne depuis 1951.

## Œuvres
- Karthago, 2005 - Eons, 2005, son seul roman publié en dehors de son fanzine Lunatique.

### Nouvelles
- Le Chat roux, 1964
- Algues, 1961 - Eons,  (ISBN 978-2-7544-0222-4)
- La Chute de Troie, 1962
- Jeu d’enfants, 1963 - Lunatique - prix du jury du Prix Pépin (2006)
- La Case vide, 1963
- Cœur de pierre, 1965
- Pour le meilleur et pour le pire, 1965
- Carpe noctem, 1966 - Eons
- Iléane, 1968 - Eons